# Straub-Huillet
Straub und Huillet waren ein französisches Paar, das gemeinsam Filme machte. Es bestand aus Jean-Marie Straub (* 8. Januar 1933 in Metz; † 20. November 2022 in Rolle, Schweiz) und Danièle Huillet (* 1. Mai 1936 in Paris; † 9. Oktober 2006 in Cholet). Nach mehr als 30 gemeinsam realisierten Filmen setzte Jean-Marie Straub das Werk nach Danièle Huillets Tod fort. Dabei entstanden annähernd 20 weitere Filme, einige davon sehr kurz, alle in Zusammenarbeit mit Barbara Ulrich. Die Filme Straubs und Huillets werden zum Teil kontrovers diskutiert.

## Leben
In Straubs Kindheit fällt die Zeit der Besetzung Frankreichs durch das nationalsozialistische Deutschland. Diese historische Situation bedeutete für Straub eine frühe und sicher prägende Berührung mit der deutschen Sprache, deren Erlernen allen Schülern in Lothringen zur Pflicht wurde.
Ab 1954 war Straub in Paris als Assistent tätig bei den Filmregisseuren Abel Gance, Jean Renoir, Jacques Rivette, Robert Bresson und Alexandre Astruc.
1958 floh er nach Deutschland, um der drohenden Einberufung zum Militärdienst im Algerienkrieg zu entgehen. Seine ersten Jahre in Deutschland verbrachte er auf Reisen – „auf den Spuren von Bach.“ Er wollte nun sein erstes eigenes Filmprojekt verwirklichen. Dieser Film sollte später Chronik der Anna Magdalena Bach heißen. Die Produktion des Films war sehr mühsam. Das Ringen um die Finanzierung dehnte sich aus auf zehn Jahre bis 1967.
Huillet wollte ursprünglich ethnologische Filme drehen. Nachdem sie Straub kennengelernt hatte und sie ein Paar bildeten, beteiligte sich Huillet am Bach-Projekt. Seitdem führten beide in den Filmen gemeinsam die Regie. Von einer Eheschließung gibt es keine Kenntnisse. 1969 siedelten Straub und Huillet nach Rom über. Von da an arbeitete das Paar überwiegend in Italien, produzierte aber weiterhin auch Filme in deutscher oder französischer Sprache.

## Stil
Alle ihre Filme sind nach literarischen, musikalischen oder bildnerischen Vorlagen entstanden, die in unterschiedlicher Strenge filmisch verarbeitet wurden. Da ihre ersten Filme Machorka-Muff (1962) und Nicht versöhnt (1964) in Deutschland entstanden, wurden Huillet und Straub seinerzeit dem Neuen Deutschen Film zugerechnet, der sich mit dem Oberhausener Manifest 1962 lautstark angekündigt hatte. Frieda Grafe und Enno Patalas schrieben über Machorka-Muff: „Bölls Buch sollte man lesen, weil es sich durch Straubs Film verändert hat. Es wirkt nackter und ernsthafter, weil es jetzt immer mit der letzten Kamerabewegung des Films von sich weg auf Deutschland weist“. Waren die beiden ersten Filme durch die Wahl der Sujets – deutsche Nachkriegsthematiken wie die Kontinuität faschistisch-nationalistischer Denkmuster, gebrochene Biografien, Wiederbewaffnung – und eine gewisse Sprödigkeit im Schauspiel auf den ersten Blick typische Hervorbringungen der Zeit, so stießen der entfremdende, modulationsarme Sprachduktus der Darsteller, die nicht-chronologische Schnitttechnik in Nicht versöhnt und der unkonventionelle Umgang mit den literarischen Vorlagen von Heinrich Böll doch auch unter Kollegen auf Unverständnis und Ablehnung. Auf den Kurzfilmtagen Oberhausen 1963 bzw. den internationalen Filmfestspielen Berlin 1965 wurden die beiden ersten Filme von den Auswahljuries abgelehnt und jeweils nur in Sonderveranstaltungen gezeigt. Der dritte Film, Chronik der Anna Magdalena Bach (1967), wurde ermöglicht durch ein bis dahin beispielloses Crowdfunding, das von Alexander Kluge, Enno Patalas und der einflussreichen Zeitschrift Filmkritik, aber auch von Heinrich Böll unterstützt wurde. Mit diesem Film, der wenig gemein hatte mit anderen deutschen Filmen seiner Zeit, betraten Huillet und Straub stilistisches und dramaturgisches Neuland. Das sinnliche Zentrum des an konventioneller Filmhandlung armen Films ist die Musik Johann Sebastian Bachs, die hier live vor der Kamera und teils an Originalschauplätzen dargeboten wird. Die Darbietung ist eine kompromisslose und aufwändige Würdigung von Musik in Filmen, die Huillet und Straub in den späteren Filmen Moses und Aron (1974) und Von Heute auf Morgen (1996), beide basierend auf Opern von Arnold Schoenberg, weiterführten.
Stilbildend ist allen Filmen Straub und Huillets, dass sie auf je verschiedene Weise immer mit politischem Einsatz spielen („toute révolution est un coup de dés“ – nach Mallarmés Gedicht über das Wesen des Zufalls), selbst noch in einem Opernfilm nach biblischen Motiven, wie Moses und Aron, den sie Holger Meins gewidmet haben.
Straub und Huillet hatten darüber hinaus ein affektives Verhältnis zur Kino-Technik. So kann man etwa bei den meisten Filmen genau erfahren, mit welchen Kameras, Mikros und welchem Filmmaterial diese gedreht wurden. In den meisten Fällen haben sie Materialien und Drehbücher separat in Buchform oder in Film-Zeitschriften veröffentlicht.
Ästhetisch orientierten sie sich besonders an den dramaturgischen Vorstellungen Bertolt Brechts, etwa indem sie sagten, dass der Schauspieler nicht illusionistisch seine Rolle spielen solle, sondern dass er seine Tätigkeit als das kennzeichne, was sie ist: Zitieren. Sie haben deshalb sehr häufig mit Laiendarstellern gearbeitet, die ihre natürlichen Dialekte an die Stelle perfekt normierter Dialoge setzten. Dennoch zeichnen sich ihre Filme durch eine unglaubliche ästhetische Strenge und formale Rigorosität aus: Jede Einstellung ist genau durchkonstruiert, kein Schnitt ein Zugeständnis an Konventionen. Straub sah sich aber als Traditionalisten und bekundete oft seine Affinität zu klassischen Filmern, wie etwa Kenji Mizoguchi und John Ford.

## Umfeld
Zum unterstützenden Umfeld Jean-Marie Straubs und Danièle Huillets gehörten maßgebliche Filmzeitschriften: in Deutschland etwa die in den 60er Jahren von Enno Patalas, Frieda Grafe, Alexander Kluge, Helmut Färber und Ulrich Gregor, später von Harun Farocki und Hartmut Bitmosky u. a. geprägte Filmkritik (wenn auch nicht uneingeschränkt); in Frankreich die Cahiers du Cinéma, deren Autoren Michel Delahaye und Serge Daney, später die Filmkritiker Bernard Eisenschitz, François Albera und Benoît Turquety; in Italien die Filmcritica und vor allem deren Autor Adriano Aprá, der auch lange das Filmfestival in Pesaro leitete und in Straub und Huillets Film Othon (1969) die Titelrolle spielte. Früh fanden die Filme des Paares auch eine Fangemeinde in den USA, vor allem dank der Unterstützung des Arthouse-Kinobetreibers Dan Talbot, des Filmkritikers Jonathan Rosenbaum und des Kurators Richard Roud, der lange Programmdirektor des Londoner und auch des New Yorker Filmfestivals war und auch die erste Monografie über das Werk schrieb.
Zur Besonderheit der Arbeit von Huillet und Straub gehört die oft jahrzehntelange Kontinuität, die sie mit vielen ihrer Mitarbeiter verband. So haben sie den Großteil ihres Werkes mit zwei Kameramännern realisiert: William Lubtchansky (9 Filme) und Renato Berta (bis dato 20 Filme), mit dem Jean-Marie Straub bis zuletzt zusammenarbeitete. Der Tonmeister Louis Hochet war zwischen 1967 und 1998 für die Tonaufnahmen bei 15 ihrer Filme verantwortlich, darunter die von live aufgenommener Musik bestimmten Filme Chronik der Anna Magdalena Bach (1967), Moses und Aron (1974) und Von Heute auf Morgen (1996), mit denen jeweils neue Wege bei der Einbindung von Musik in einen Film beschritten wurden. Eine ebenso prägende Verbindung bestand mit dem toskanischen Ort Buti, der vor allem für die auf Cesare Paveses Dialogen mit Leuko basierenden Filme als Drehort diente, sowie mit dem dort ansässigen Teatro Francesco di Bartolo, dessen Ensemble bei insgesamt zehn Filmen mitwirkte.
Ihrem kreativen und freundschaftlichen Umfeld zollten Huillet und Straub oft dadurch Anerkennung, dass sie einzelne Filme Freunden und Mitstreitern widmeten, wie zum Beispiel den Filmemachern Peter Nestler, Frans van de Staak, Holger Meins und Jean-Luc Godard oder ihrem langjährigen Kameramann Renato Berta. Straub und Huillet wurden ihrerseits wiederum öfter zum Gegenstand von Filmen anderer. Zu denen, die über sie und ihre Arbeit Filme gemacht haben, gehören Harun Farocki (Jean-Marie Straub und Danièle Huillet bei der Arbeit an einem Film nach Franz Kafkas Romanfragment "Amerika", 1983), Pedro Costa (Où gît votre sourire enfoui?, 2001) und Peter Nestler (Verteidigung der Zeit, 2007).
Dass die Filme Straub und Huillets nicht in Vergessenheit gerieten, verdankte sich oft der Initiative einzelner Kinobetreiber und Filmverleiher, Journalisten und Kuratoren. In Deutschland spielte dabei zum Beispiel der Filmverleiher Manfred Salzgeber eine wichtige Rolle, der in den 1980er und 90er Jahren mehrere, auch ältere Filme Huillet-Straubs zum Teil erstmals in deutsche Kinos brachte. Journalisten wie Rainer Rother, Wolfram Schütte und Peter Kammerer sorgten für eine gelegentliche Wahrnehmung in den Feuilletons der Tageszeitungen. Im deutschsprachigen Raum wurde die Sichtbarkeit des Werks am kontinuierlichsten durch die Programmarbeit des Österreichischen Filmmuseums Wien und der Viennale sowie des Filmmuseums München gewährleistet. Beide Institutionen verfügen auch über Kopien eines namhaften Anteils der Filme.

## Rezeption
Die Filme haben bei der Kritik teilweise große Anerkennung gefunden, oft aber auch heftige Ablehnung erfahren. Zwar hatten die meisten Filme Straub-Huillets ihre Premiere auf bedeutenden internationalen Filmfestivals (Cannes, Berlin, Locarno, Venedig), einem breiteren Publikum sind sie jedoch nicht bekannt geworden, da sie entweder keine oder nur eine zeitlich oder regional eng begrenzte Kinoauswertung erfuhren. Es gibt jedoch starke regionale Unterschiede in der Rezeptionsgeschichte einzelner Filme. Die in Deutschland am breitesten wahrgenommenen Filme des Paares waren vermutlich Moses und Aron (1974), nach der gleichnamigen Oper von Arnold Schönberg, der am 29. März 1975 in den dritten Programmen HR III, NDR III und WDR III im deutschen Fernsehen ausgestrahlt und später mehrfach wiederholt wurde, sowie Klassenverhältnisse (1983), nach Franz Kafkas Romanfragment "Der Verschollene" ("Amerika"), der im Wettbewerb der Internationalen Filmfestspiele Berlin 1984 Premiere hatte und mit dem Spezialpreis der Jury ausgezeichnet wurde.
Von Seiten des klassischen Erzählkinos wurde und wird den Filmen oft mit Unverständnis begegnet. Besonders in den ersten Jahrzehnten des straub-huilletschen Filmschaffens wurde von dieser Seite auch vielfach der Vorwurf des Dilettantismus gegen sie erhoben. Eine Kritik, die den Kontinuitätsbegriff und die narrativen Konventionen des klassischen Kinos als Wertsetzung zugrunde legt, findet im straub-huilletschen Kino zahlreiche Brüche, die sie nur als Regelverstöße werten kann.
Weiterer Kritikpunkt ist die angebliche Unemotionalität der Filme. Vortrag sowie Gestik und Mimik der Schauspieler seien ausdruckslos, anti-dramatisch und absichtlich langweilig.
Dagegen lässt sich einwenden, dass sich die besondere Art des Vortrags aus der an Brecht orientierten Theorie ableitet. So kann die Praxis des Zitierens nur verstanden werden, wenn man die Theorie und ihre Forderungen akzeptiert. Dabei geht es im Grunde um eine Absage an das manipulative, illusionistische Potenzial des Kinos, zugunsten einer einfachen und transparenten Darstellung. Straubs Bekenntnis zu Brechts Verfremdungseffekt ist auch eine Absage an professionelle Schauspieler-Virtuosität.
Die Schauspieler sollen keine falsche Emotion vortäuschen. Wenn ihr Vortrag aber emotional wird, so erscheint diese Emotion im Film nicht als Intention des Autors, sondern echt – oder filmisch gesprochen: dokumentarisch. Die Emotionalität des Zuschauers soll ebenfalls nicht dem Plan des Autors unterliegen. Die Filme haben nicht das Ziel, eine emotionale Reaktion der Zuschauer bewusst zu evozieren. Vielmehr wird dem Zuschauer eine eigene und freie Reaktion erlaubt. Hier gilt also, was auch über Bressons Filme gesagt wurde: Diese Filme sind unemotional, damit der Betrachter emotional sein kann.
Der letzte gemeinsame Film von Straub und Huillet, Quei loro incontri, war Bestandteil des Wettbewerbs beim 63. Filmfestival von Venedig 2006. Auf dem Festival wurde Straub und Huillet ein Sonderpreis verliehen „für die Erfindung filmischer Sprache in ihrem Werkganzen.“ Das wurde gewertet als späte Anerkennung der Filmbranche in Person von Jurypräsidentin Catherine Deneuve. Doch bei der Verleihung kam es zu einem Eklat: Straub und Huillet waren nicht anwesend, stattdessen las die Schauspielerin Giovanna Daddi eine von Straub verfasste Stellungnahme vor. Darin hieß es, solange es den amerikanischen imperialistischen Kapitalismus gebe, könne es nie genug Terroristen in der Welt geben. Die Aussage sorgte für Proteste beim Festival und in der italienischen Presse. Die Jury diskutierte, den Preis wieder abzuerkennen. Verteidiger des straub-huilletschen Kinos geben zu bedenken, dass Straubs private, polemische Äußerungen nicht die Wertschätzung des filmischen Werks beeinflussen sollten.
Nachdem es mit dem Tod Danièle Huillets (2006) zunächst stiller wurde um das Werk, erfuhren die Filme zwischen 2016 und 2019 im Zuge mehrerer vollständiger Retrospektiven u. a. in New York, Paris, Madrid, Berlin, London, Lissabon und Tokio neue internationale Anerkennung. Den Retrospektiven vorangegangen waren die erfolgreichen Bemühungen der BELVA-Film (Jean-Marie Straub, Barbara Ulrich) um die Restaurierung und Digitalisierung des Gesamtwerks.

## Filmografie
- 1962: Machorka-Muff
- 1965: Nicht versöhnt oder Es hilft nur Gewalt, wo Gewalt herrscht
- 1967: Chronik der Anna Magdalena Bach
- 1968: Der Bräutigam, die Komödiantin und der Zuhälter
- 1970: Die Augen wollen sich nicht zu jeder Zeit schließen oder Vielleicht eines Tages wird Rom sich erlauben seinerseits zu wählen (Othon)
- 1972: Geschichtsunterricht
- 1972: Einleitung zu Arnold Schoenbergs Begleitmusik zu einer Lichtspielscene
- 1974: Moses und Aron
- 1976: Fortini/Cani
- 1977: Toute révolution est un coup de dés
- 1978: Dalla nube alla resistenza
- 1981: Zu früh / Zu spät
- 1982: En rachâchant
- 1983: Klassenverhältnisse
- 1987: Der Tod des Empedokles
- 1988: Schwarze Sünde
- 1989: Paul Cézanne
- 1991: Die Antigone des Sophokles nach der Hölderlinschen Übertragung für die Bühne bearbeitet von Brecht
- 1994: Lothringen!
- 1996: Von heute auf morgen
- 1998: Sicilia![9]
- 2000: Operai, contadini
- 2003: Il ritorno del figlio prodigo / Umiliati
- 2004: Une visite au Louvre
- 2006: Quei loro incontri
- 2009: Corneille-Brecht
- 2010: L’Inconsolable
- 2010: Un Hérétier
- 2011: Schakale und Araber
- 2011: La Madre
- 2012: Un conte de Michel de Montaigne
- 2013: À propos de Venise
- 2014: Kommunisten
- 2014: La Guerre d’Algérie!
- 2015: L’Aquarium et la Nation
- 2018: Gens du Lac
- 2020: La France contre les robots

## Veröffentlichungen
- Jean-Marie Straub: Brief an die Export-Union. 1975, als Faksimile in: Hans Helmut Prinzler, Eric Rentschler (Hrsg.): Der alte Film war tot. 100 Texte zum westdeutschen Film 1962–1987. Verlag der Autoren, Frankfurt 2001 ISBN 3-88661232-5, S. 64:
- Danièle Huillet, Jean-Marie Straub: Schriften. Herausgegeben von Tobias Hering et al., Vorwerk 8, Berlin 2020, ISBN 978-3-9472-3819-4.

Zu einzelnen Filmen:
- Protokoll von und Fotos aus Der Bräutigam, die Komödiantin und der Zuhälter, in: Filmkritik, Heft vom Oktober 1968.
- Einführung zur Fernsehaufführung von Othon, in: Filmkritik, Heft 169 vom Januar 1971. – Im selben Heft auch Auszüge aus einem Gespräch mit Huillet / Straub.
- Protokoll der Einstellungen und Texte von Einleitung zu Arnold Schoenbergs Begleitmusik zu einer Lichtspielscene, in: Filmkritik, Heft 194 vom Februar 1973. – Im selben Heft auch ein Gespräch mit Huillet / Straub zu Geschichtsunterricht.
- Drehbuch zu und zahlreiche Abbildungen aus Moses und Aron, in: Filmkritik, Heft vom Mai / Juni 1975. – Im selben Heft auch mehrere weitere Materialien zum Film, u. a. Ein Arbeitsjournal von Gregory Woods sowie ein Bericht über die Wiener Tonaufnahmen von Michael Gielen.
- Danièle Huillet: Appunti sul giornale di lavorazione di Gregory, in: Filmkritik, Heft vom September 1975 (das sind Ergänzungen zum Arbeitsjournal von Gregory Woods im Heft vom Mai / Juni 1975).
- Die deutschen Untertitel von Fortini / Cani, in: Filmkritik, Heft 241 vom Januar 1977. – Im selben Heft auch ein Brief von Franco Fortini an Jean-Marie Straub sowie Fragen / Antworten einer Pressekonferenz zum Film in Pesaro.
- Dalla nube alla resistenza – Von der Wolke zum Widerstand – Beschreibung und Texte mit 86 Abbildungen, in: Filmkritik, Heft 287 vom November 1980. – Redaktion der Beschreibungen: Andrea Spingler, Manfred Blank, Helmut Färber. Übersetzung der Texte aus dem Italienischen von Danièle Huillet und Andrea Spingler.
- Antigone – Sophocle / Hölderlin / Brecht, eingerichtet in 147 Film-Einstellungen von Jean-Marie Straub (deutsch / französisch). Éditions Ombres, Toulouse 1992, ISBN 2-905964-68-5.
- Drehbuch zu und zahlreiche Abbildungen aus Von heute auf morgen, in: Schönberg / Blonda / Huillet / Straub – Von heute auf morgen – Oper / Musik / Film. Vorwerk 8, Berlin 1997, ISBN 3-930916-16-9. – Enthält u. a. auch ein Gespräch von Artem Demenok und Robert Bramkamp mit Huillet / Straub.

### Gesamtdarstellungen (chronologisch geordnet)
- Richard Roud: Jean-Marie Straub. Secker & Warburg, London 1971.
- Peter W. Jansen, Wolfram Schütte (Hrsg.): Herzog, Kluge, Straub. Hanser, München 1976.
- Angela Summereder: Die deutschsprachigen Filme von Jean-Marie Straub und Danièle Huillet. Dissertation an der Universität Wien, Wien 1992.[10]
- Barton Byg: Landscapes of Resistance: The German Films of Daniele Huillet and Jean-Marie Straub, University of California Press, 1995.
- Piero Spila (Hrsg.): Il cinema di Jean-Marie Straub e Danièle Huillet. Quando il verde della terra di nuovo brillerà. Bulzoni, Roma 2001.
- Viennale 2004: Die Früchte des Zorns und der Zärtlichkeit – Werkschau Danièle Huillet / Jean-Marie Straub und ausgewählte Filme von John Ford, Direktion: Hans Hurch, Konzept und Textauswahl: Astrid Johanna Ofner, Wien 2004, ISBN 3-901770-15-1. Darin u. a.:
  - Tag Gallagher: Lacrimae rerum materialized (englisch),
  - Jacques Bontemps, Achtsamkeit der Straubs,
  - Gespräch mit Huillet / Straub (2001, englisch),
  - Texte zu den einzelnen Filmen.
- Ursula Böser: The Art of Seeing, the Art of Listening: The Politics of Representation in the Work of Jean-Marie Straub and Daniele Huillet. Peter Lang, Frankfurt am Main 2004.
- Ted Fendt (Hrsg.): Jean-Marie Straub & Danièle Huillet, FilmmuseumSynemaPublikationen Band 26, Wien 2016, ISBN 978-3-901644-64-1.

### Erwähnungen in Enzyklopädien etc. (chronologisch geordnet)
- Dieter Krusche, Jürgen Labenski: Reclams Filmführer. 7. Auflage, Reclam, Stuttgart 1987, ISBN 3-15-010205-7, S. 699.
- Emilie Bickerton: A short history of Cahiers du cinema. Verso, London 2009, ISBN 978-1-84467-232-5.
  - Deutsche Ausgabe: Eine kurze Geschichte der "Cahiers du cinéma." Diaphanes, Zürich 2010, ISBN 978-3-03734-126-1.

### Zu einzelnen Filmen

#### Chronik der Anna Magdalena Bach
- André Wendler: Referenz: Chronik der Anna Magdalena Bach. In: Anachronismen: Historiografie und Kino. Wilhelm Fink: Paderborn 2014, S. 94–143. (Kapitel aus einer längeren Arbeit zum Verhältnis von Geschichtsschreibung und Kino.)

#### Othon
- Marguerite Duras: Hinweis auf den Film, ursprünglich erschienen in: Politique Hebdo, Nr. 15/1971, wiederveröffentlicht in: Die Früchte des Zorns und der Zärtlichkeit, S. 68–69 (aus dem Französischen übersetzt von Johannes Beringer).
- Hartmut Bitomsky: Die Nähe und die Ferne, in: Die Röte des Rots von Technicolor, Luchterhand, Neuwied und Darmstadt 1972, S. 44–46.

#### Geschichtsunterricht
- Hartmut Bitomsky: Geschichtsunterricht – seit seiner Entstehung / Ein Film und seine kommerzielle Zensur, in: Filmkritik, Heft Nr. 209 vom Mai 1974. – Im selben Heft auch von Straub ausgewählte Auszüge aus Klaus Völkers Brecht-Chronik.
- Rainer Rother: Fünfundfünfzig Einstellungen auf die Geschichte, ursprünglich erschienen in: Filmwärts, Nr. 9/1987, wiederveröffentlicht in: Die Früchte des Zorns und der Zärtlichkeit, S. 71–74.

#### Einleitung zu Arnold Schoenbergs Begleitmusik zu einer Lichtspielscene
- Peter Nau: „Drohende Gefahr, Angst, Katastrophe“, in: Filmkritik, Heft vom März 1978.

#### Moses und Aron
- Wolfram Schütte: Bilder sammeln Musik, ursprünglich erschienen in: Frankfurter Rundschau vom 28. März 1975, sowie Auszüge aus einem Gespräch von Schütte mit Michael Gielen, ursprünglich erschienen unter dem Titel Ein Film über die Anwesenheit und die Ohnmacht des Volkes in: epd Kirche und Film Nr. 5/1975, beide wiederveröffentlicht in: Die Früchte des Zorns und der Zärtlichkeit, S. 77–80 bzw. S. 81–83.
- Ute Holl: Der Moses-Komplex – Politik der Töne, Politik der Bilder, Zürich/Berlin (Diaphanes: 2014), ISBN 978-3-03734-324-1

#### Toute révolution est un coup de dés
- Stefan Ripplinger: Die Wette – Huillet / Straub inszenieren den Würfelwurf von Stéphane Mallarmé, in: Schreibheft, Nr. 89 vom August 2017.

#### Dalla nube alla resistenza
- Filmkritik, Heft 288 vom Dezember 1980:
  - Franco Fortini: Warum ein Film verstehen hilft, was in den letzten zwanzig Jahren geschehen ist. Und was werden soll (aus dem Italienischen übersetzt von Andrea Spingler),
  - Jérôme Prieur: Besprechung des Films (aus dem Französischen übersetzt von Manfred Blank),
  - Mythologie und Widerstand. Protokoll eines Doktorandenkolloquiums von Klaus Heinrich am Religionswissenschaftlichen Institut der Freien Universität Berlin.
- Frieda Grafe: Zwiesprachen (auch zu Toute révolution est un coup de dés), ursprünglich in: Süddeutsche Zeitung vom 30. Mai 1979, wiederveröffentlicht in: Film für Film, Schriften, 9. Band, Brinkmann & Bose, Berlin 2006, ISBN 3-922660-95-9, S. 179–182.

#### Trop tôt, trop tard (Zu früh / Zu spät)
- Serge Daney: Wo die Straubs eine Landpartie machen, ursprünglich erschienen in: Libération vom 20. Februar 1982, wiederveröffentlicht in: Die Früchte des Zorns und der Zärtlichkeit, S. 93–95 (aus dem Französischen übersetzt von Johannes Beringer).

#### Klassenverhältnisse
- Wolfram Schütte (Hg.): Klassenverhältnisse, Fischer, Frankfurt 1984. Enthält das Drehbuch des Films sowie Aufsätze und Artikel von Wolfgang Jacobsen, Gertrud Koch, Dietrich Kuhlbrodt, Wolfram Schütte und Hanns Zischler. ISBN 3-596-24455-2

#### Der Tod des Empedokles
- Gespräch von Hans Hurch und Stephan Settele mit Huillet / Straub, ursprünglich erschienen in: Falter, Nr. 44, 1987, sowie Gespräch von Harun Farocki mit Andreas von Rauch (Darsteller des Empedokles), ursprünglich erschienen in: Stadtkino-Programm, Nr. 121, 1987, beide wiederveröffentlicht in: Die Früchte des Zorns und der Zärtlichkeit, S. 104–108.

#### Paul Cézanne
- Gespräch von Peter Kammerer mit Huillet / Straub, ursprünglich erschienen in: Frankfurter Rundschau vom 9. März 1980, wiederveröffentlicht in: Die Früchte des Zorns und der Zärtlichkeit, S. 112–113.

#### Antigone
- Peter Handke: Kinonacht, Kinotiernacht, ursprünglich erschienen in: Die Zeit vom 13. November 1992, wiederveröffentlicht in: Die Früchte des Zorns und der Zärtlichkeit, S. 115–119.

#### Lothringen!
- Frieda Grafe: Brief an Huillet / Straub, in: Film für Film, Schriften, 9. Band, Brinkmann & Bose, Berlin 2006, ISBN 3-922660-95-9, S. 298–300.
- Rainer Rother: Die germanische Flut ..., ursprünglich erschienen in: Filmwärts, Nr. 32 vom Dezember 1994, wiederveröffentlicht in: Die Früchte des Zorns und der Zärtlichkeit, S. 120–121.

#### Von Heute auf Morgen
- Klaus Volkmer et al. (Hg.): Schönberg, Blonda, Huillet, Straub: Von Heute auf Morgen – Oper / Musik / Film, off-Texte, Schriftenreihe des Filmmuseums München, Band 6. Vorwerk 8, Berlin 1997. Enthält das faksimilierte Drehbuch des Films sowie Beiträge von Robert Bramkamp, Artem Demenok, Klaus Kalchschmid, Patrick Primavesi und Arnold Schoenberg. ISBN 3-930916-16-9.

#### Sicilia!
- Emmanuel Burdeau: Versöhnt, ursprünglich erschienen in: Cahiers du cinéma, Nr. 538 vom September 1999, wiederveröffentlicht in: Die Früchte des Zorns und der Zärtlichkeit, S. 126–130.
- Frieda Grafe: An den Quellen der Mundart, ursprünglich in: Süddeutsche Zeitung vom 16. Dezember 1999, wiederveröffentlicht in: Film für Film, Schriften, 9. Band, Brinkmann & Bose, Berlin 2006, ISBN 3-922660-95-9, S. 255–257.

#### Une visite au Louvre
- Jean-Charles Fitoussi: Der Marmor hat geblutet, ursprünglich erschienen in: La lettre du cinéma, Nr. 26, 2004, sowie Jean Louis Schefer: Eine wilde Liebe zur Malerei, ursprünglich erschienen in: Les inrockuptibles, Nr. 433 vom 17. März 2004, beide wiederveröffentlicht in: Die Früchte des Zorns und der Zärtlichkeit, S. 138–142.
- Rochelle Fack, Cédric Venail: On dirait un Straub, in: TRAFIC, Nr. 51 vom Herbst 2004 (französisch).